# Francisco Pérez de Guzmán y Pérez de Guzmán
Francisco Pérez de Guzmán y Pérez de Guzmán fue un noble español perteneciente a la casa de Medina Sidonia.
Hijo del Gaspar Pérez de Guzmán y Gómez de Sandoval y de su tía Ana Pérez de Guzmán, ostentó el título de XV conde de Niebla.
Murió sin descendencia, sucediéndole su hermano Juan Alonso Pérez de Guzmán y Pérez de Guzmán.
- Datos: Q5867185